# Madame Albert
Pour les articles homonymes, voir Albert et Vernet.
Madame Albert, née Marie Charlotte Thérèse Vernet le 20 octobre 1805 à Toulouse (Haute-Garonne) et morte le 24 mars 1860 à Chartres (Eure-et-Loir), est une comédienne de théâtre.

## Biographie
Marie Charlotte Thérèse Vernet naît le 28 vendémiaire an XIV (20 octobre 1805) à Toulouse. Elle est la fille de Jean-Nicolas Vernet, artiste dramatique, et d'Angélique Crescent. 
Connue pour ses rôles de comédienne, Marie Charlotte Thérèse Vernet commence à quatre ans le vaudeville, prenant la suite de son père. Elle joue à Nîmes, Perpignan, et chante l'opéra à Toulouse. Elle quitte cette ville pour Bordeaux où elle demeure durant 6 ans. Elle s'y marie le 24 avril 1824 avec David Rodrigues, dit « Albert », comédien. C'est à partir de ce mariage qu'elle est connue sous le nom de Madame Albert. Elle intègre dans un premier temps la troupe lyrique de l'Odéon en mai 1825 puis, en 1827, entre au théâtre des Nouveautés. En 1830, elle rejoint le théâtre du Vaudeville où elle joue dans de nombreuses comédies.
Après un incendie survenu au théâtre du Vaudeville elle rejoint le théâtre de la Renaissance. En 1845 son mari meurt. Elle retourne au théâtre du Vaudeville, se remarie, avec Louis-Thomas Bignon avec qui elle joue au théâtre de la Gaité. Après une interruption dans sa carrière due à un cancer du sein, elle joue très fréquemment en province, ce qui entraîne un commentaire élogieux d'un critique évoquant son talent : « il est à regretter que cette charmante actrice, qui a tant d'âme de d'imagination, qui se pénètre si bien de l'esprit de ses personnages, et comprend mieux que les auteurs eux-mêmes les rôles qu'on lui confie ait jugé à propos d'abandonner Paris pour répandre par la province tous les trésors de ces talents sympathiques d'une actrice irrésistible... ».
Son second mari meurt à son tour en 1856 et elle se retire à Chartres, faubourg Saint-Maurice à la maison des sœurs du Bon Secours, où elle finit ses jours. Elle y meurt le 24 mars 1860.

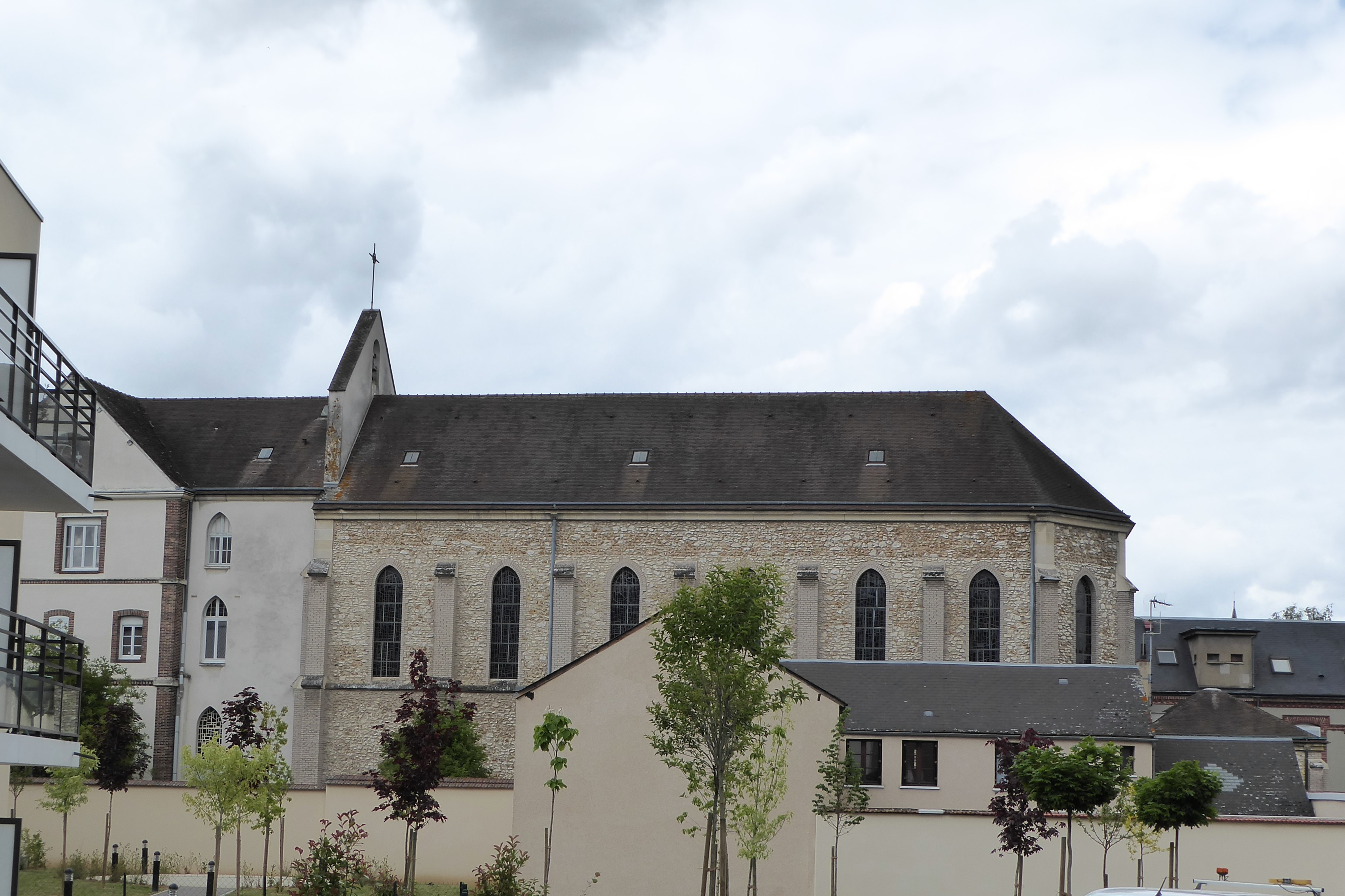
Chapelle Notre-Dame-du-Bon-Secours de Chartres.

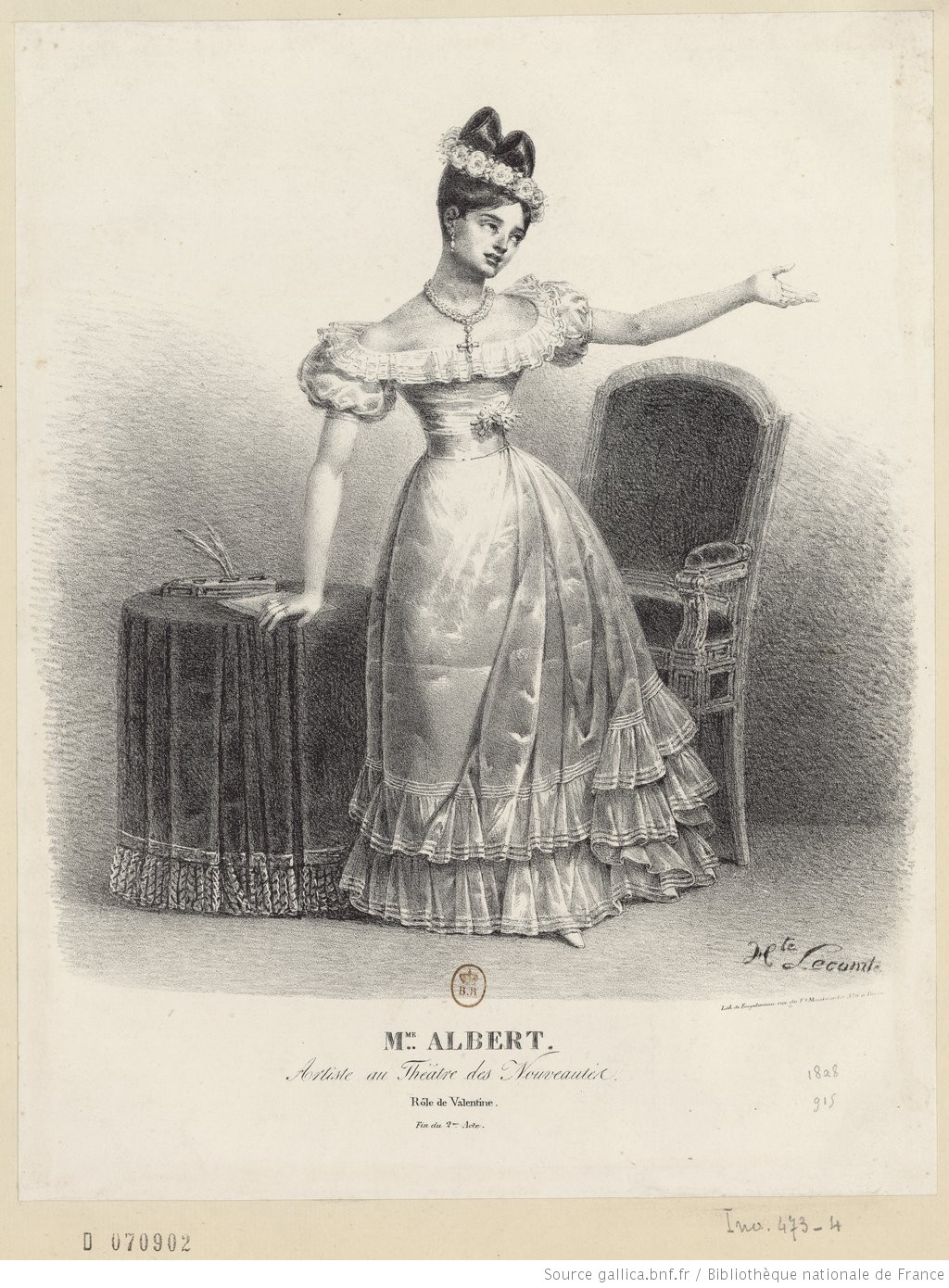
Mme Albert. Artiste au Théâtre des Nouveautés. Rôle de Valentine. Fin du 2ème Acte
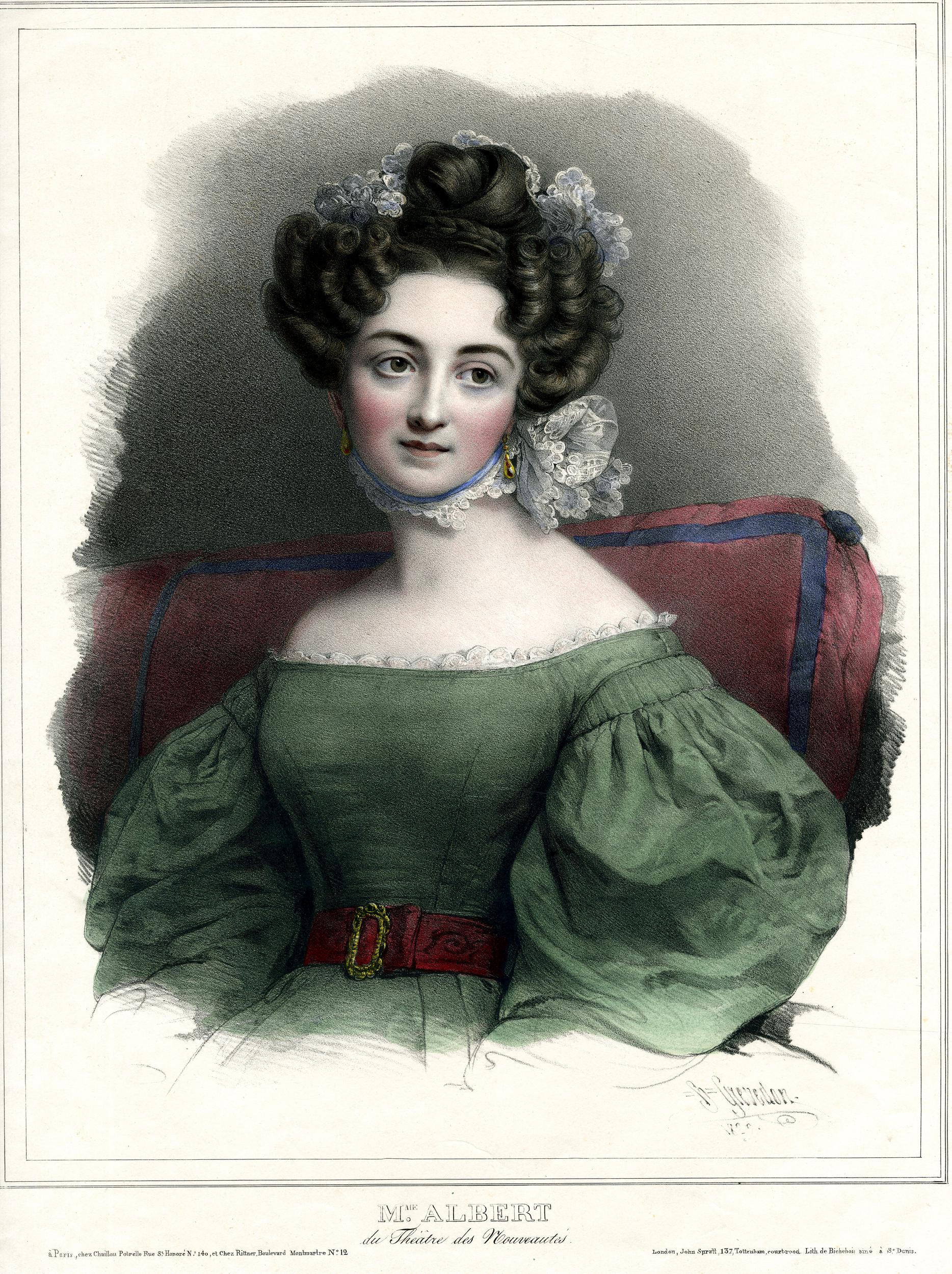
Mme Albert, du théâtre des Nouveautés (BM 1875,0710.5978)

## Rôles
- Le Coureur de veuves, opéra en deux actes de Felice Blangini, livret de Mathurin-Joseph Brisset, théâtre des nouveautés, 1827 ;
- Valentine ou la Chute des Feuilles, de Saint-Hilaire et Ferdinand de Villeneuve, drame en deux actes mêlé de chants, théâtre des nouveautés, 1828 (Madame Albert joue Valentine) ;
- Gillette de Narbonne, de Louis-Marie Fontan, théâtre des nouveautés, 1829 (Madame Albert joue Gillette) ;
- Madame Du Barry, comédie en trois actes, mêlée de couplets de Ancelot, théâtre du Vaudeville, 1831 (Mme Albert joue la comtesse du Barry) ;
- Un duel sous le Cardinal Richelieu, drame en trois actes, mêlé de couplets de Lockroy et Edmond Badon, théâtre du Vaudeville, 1832 ;
- La Camargo, comédie en quatre actes, mêlée de chants de Charles Dupeuty et Fontan, musique de Doche, théâtre du Vaudeville, 1832 ;
- A trente ans ou Une femme raisonnable, vaudeville en 3 actes, théâtre du Vaudeville, 1838 ;
- Diane de Chivry, drame en cinq actes de Frédéric Soulié, théâtre de la Renaissance, 1839.